# 海滨仙人掌
海滨仙人掌是原产美国加利福尼亚州和墨西哥下加利福尼亚州沿海鼠尾草灌丛带的一种仙人掌科仙人掌属多肉植物。